# Il segreto della felicità (film)
Il segreto della felicità (Pollyanna) è un film muto del 1920 diretto da Paul Powell, tratto dal lavoro teatrale di Catherine Chisholm Cushing, ispirato al romanzo Pollyanna di Eleanor H. Porter.
Eleanor H. Porter aveva creato nel 1913 il personaggio di questa giovanissima eroina, una ragazzina che supera le difficoltà della vita aiutata dal suo inguaribile ottimismo, e l'aveva resa protagonista di una serie di libri per ragazzi di grande successo. Lo versione teatrale di Catherine Chisholm Cushing era andato in scena per la prima volta all'Hudson Theatre di Broadway il 18 settembre 1916 chiudendo in dicembre dopo ben 112 rappresentazioni. Protagonista sulla scena ne era stata la giovane attrice Patricia Collinge, celebrata da pubblico e critica per questa sua interpretazione.
Eleanor H. Porter era morta a 52 anni, proprio nel 1920, l'anno in cui il suo personaggio prendeva vita per la prima volta anche sullo schermo per merito di Mary Pickford, che aveva allora 27 anni, era da poco divorziata dal marito alcolizzato, l'attore Owen Moore, e sul punto di risposarsi una seconda volta con Douglas Fairbanks. Secondo quelle che allora erano le consolidate convenzioni teatrali e cinematografiche, era tuttavia comune che parti protagoniste di adolescente virginale fossero affidate, sullo schermo come già in teatro, a giovani attrici d'esperienza. Mary Pickford non era nuova a ruoli di bambina, anzi in essi si era specializzata con una lunga serie di film di successo, da Una povera bimba molto ricca (1917), a Rebecca of Sunnybrook Farm (1917), The Little Princess (1917), e Papà Gambalunga (1919). Anche qui l'attrice veste con molta disinvoltura i panni dell'adolescente dai lunghi capelli biondi a boccoli, a fianco di "reali" attori bambini come Howard Ralston o Joan Marsh. Pickford ancora si cimenterà con successo in ruoli di bambino/a negli anni a venire, in Little Lord Fauntleroy (1921) e Little Annie Rooney (1925), fino a Passerotti (1926).

## Trama
Rimasta orfana dopo la morte del padre, Pollyanna va a stare da sua zia Polly. Nella tristanzuola cittadina del New England dove si troverà a vivere, Pollyanna sfoggerà un inguaribile ottimismo, il suo grande segreto. Conquisterà gli abitanti del luogo con le sue buone azioni, coinvolgendoli anche nella ricerca di una casa per Jimmie Bean, un orfano. Ma sua zia Polly, rimasta amareggiata ancora dopo anni a causa di un'infelice storia d'amore con il medico del paese, resta sempre rigida e severa.
Un giorno, però, Pollyanna, per salvare un bambino, va a finire sotto una macchina, restando paralizzata. La zia, finalmente, si rende conto di quanto importante sia diventata per lei la nipote. Viene a sapere che l'unico medico che può riuscire ad operare felicemente Pollyanna restituendole l'uso delle gambe è Chilton, il suo vecchio innamorato. Inghiottendo il proprio orgoglio, Polly si reca da lui per chiedergli di fare il miracolo. Chilton ci riesce e Pollyanna può finalmente camminare di nuovo. Tutta la città le fa festa mentre Jimmie Bean finalmente le dichiara il suo amore.

## Produzione
Il film fu girato in California, ad Alabama Hills, Lone Pine e a South Pasadena nel settembre del 1919; prodotto dalla Mary Pickford Company con un budget stimato di 300000 dollari (il film ne avrebbe incassati 1160962).
Fu il primo film prodotto da Mary Pickford per la compagnia che aveva contribuito a fondare.

## Distribuzione
Il film uscì negli Stati Uniti il 18 gennaio 1920, distribuito dalla United Artists. Gli incassi globali ammontarono a 1.160.962 dollari.

### Date di uscita
- USA	18 gennaio 1920
- Finlandia	22 dicembre 1924
- Portogallo	15 agosto 1927

Alias
- Poliana	Portogallo
- Pollyanna	Grecia

### DVD
Pollyanna DVD - Silent Era
- USA 15 aprile 2008 DVD
- USA 2010 DVD

## Remake
Della storia di Pollyanna esiste un celebre remake cinematografico, Il segreto di Pollyanna (1960), prodotto dalla Disney e interpretato da Hayley Mills, oltre a tre versioni televisive (1963, 1982, 2003).